# Joop Falke
Joop Falke (Dordrecht, 23 maart 1933 – Oss, 3 oktober 2016) was een Nederlandse beeldend kunstenaar en edelsmid.

## Leven en werk
Joop Falke was een broer van kunstenaar/graficus Heinz Falke. Hij volgde een opleiding aan de Academie voor Beeldende Kunsten in Arnhem (1955-1958), waar hij les kreeg van onder anderen edelsmid en sieraadontwerper Frans Zwollo jr. Falke ontwikkelde een eigen signatuur: geen fratsen, maar met eenvoud en soberheid de schoonheid van het gewone benaderen. Na zijn opleiding vestigde hij zich in Oss, waar ook zijn broer Heinz Falke werkzaam was.
Als edelsmid maakte Joop Falke sieraden, liturgisch vaatwerk en ander inrichtingswerk voor kerken. Daarnaast maakte hij plastieken en beelden, van verschillende materialen. Joop Falke heeft veel kunstwerken gemaakt in het kader van de '1%-regeling' (bij nieuwbouw van overheidsgebouwen werd 1% van de bouwsom gereserveerd om het gebouw 'aan te kleden' met kunst).
Zijn atelier/winkel was gevestigd aan de Houtstraat, in het centrum van Oss. Falke was 25 jaar docent aan de Vrije Academie in Oss. Hij gaf daar les in edelsmeden en sieraden maken. Hij is in 2013 onderscheiden met het Osje van Verdienste, de officiële onderscheiding van de gemeente Oss, als blijk van waardering en erkentelijkheid voor zijn inzet als edelsmid/kunstenaar. Hij was lid van het AKKV en de Brabantse Stichting voor Beeldende Kunst.
In januari 2016 was Joop Falke nog te gast in Politiek café 'Zout', in de Groene Engel in Oss. Hij overleed later dat jaar, op 83-jarige leeftijd.

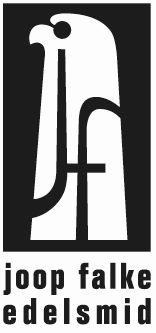
Logo JF
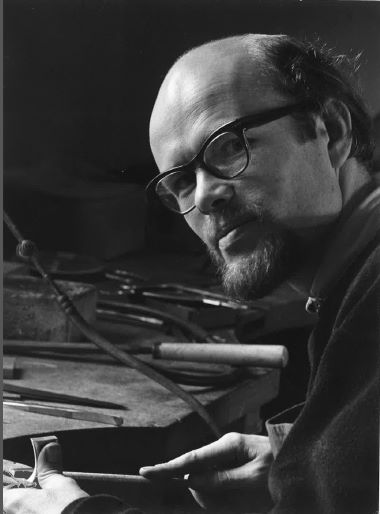
Joop Falke, jaren 60
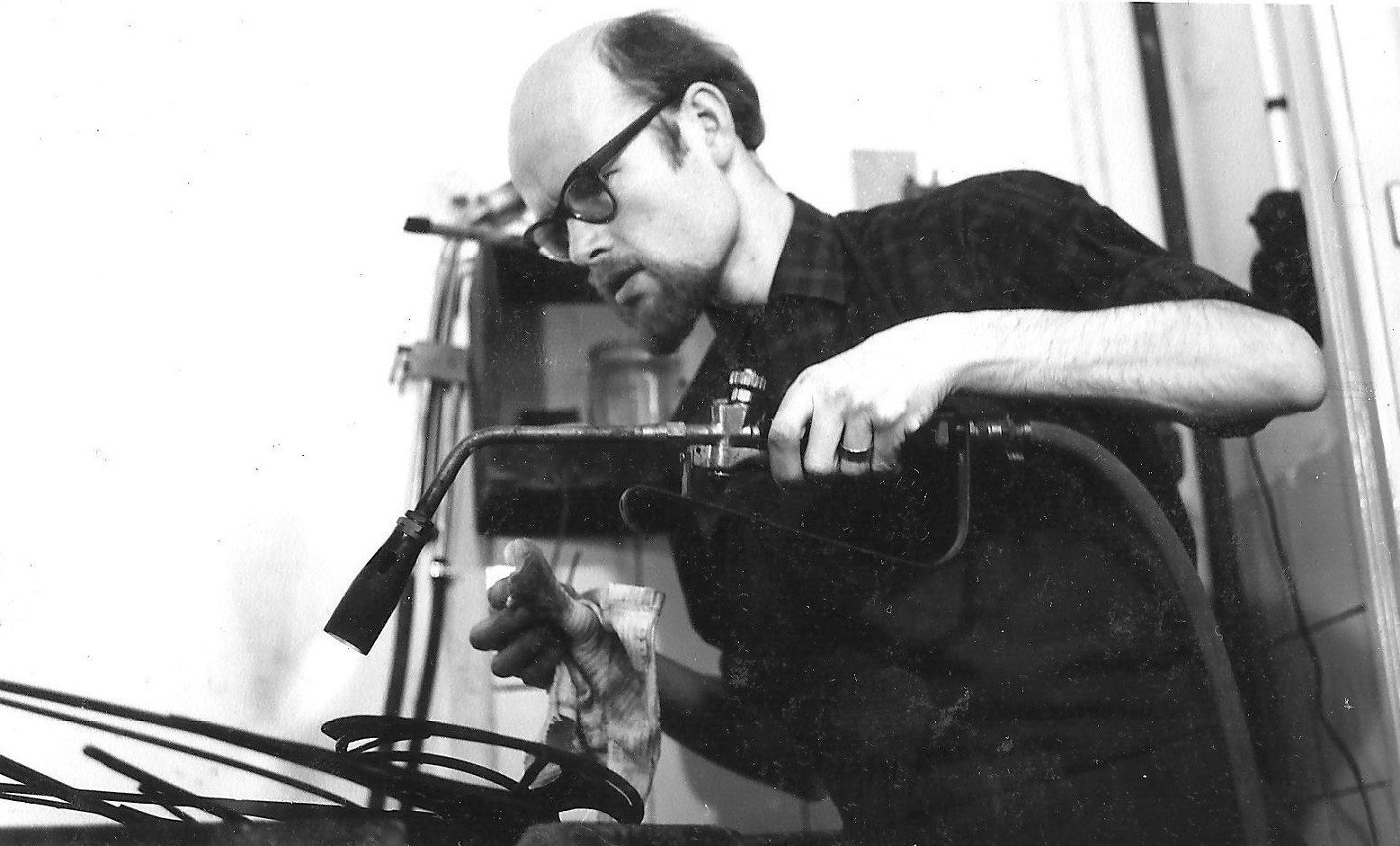
Joop Falke, jaren 60
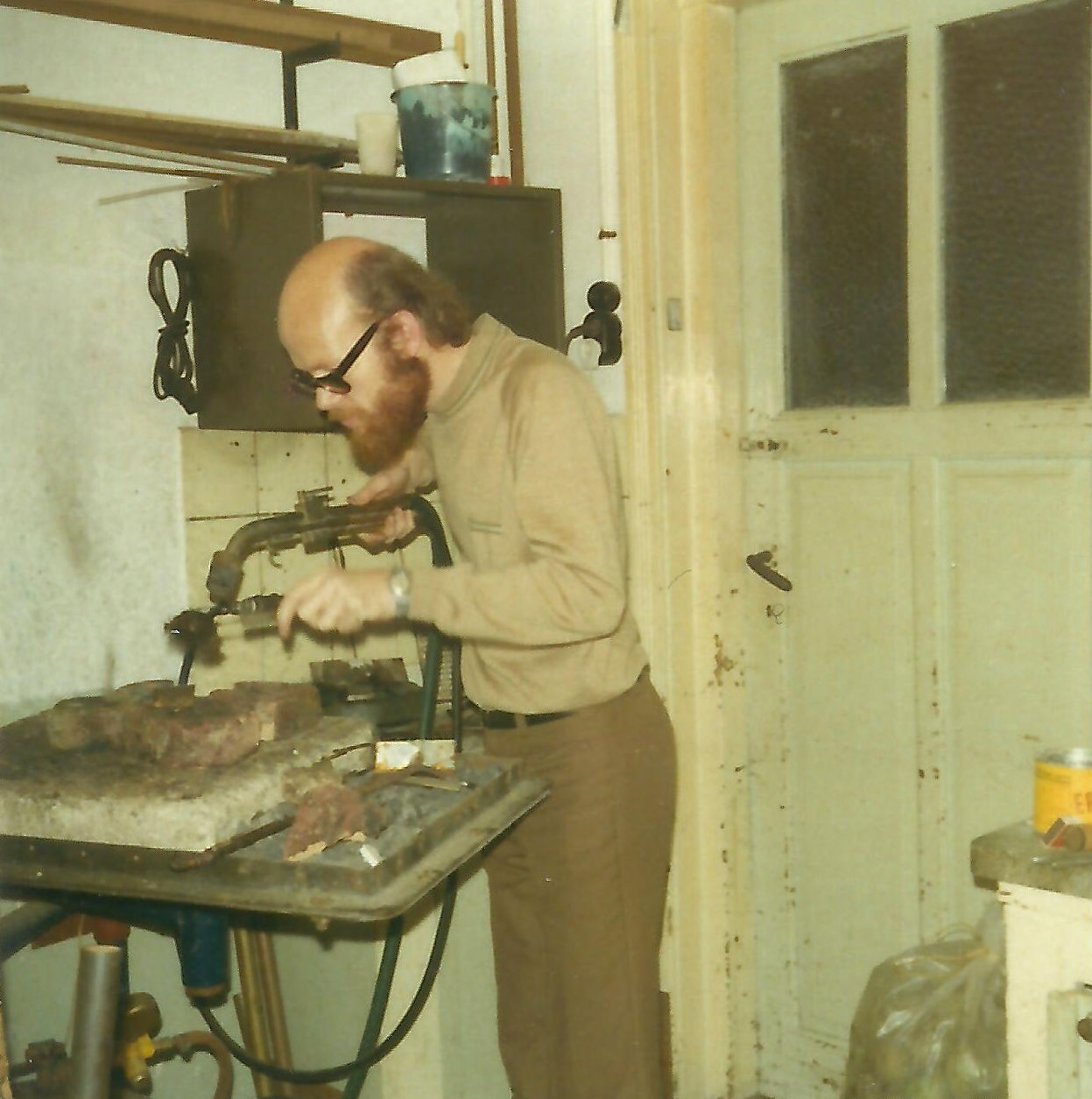
Joop Falke, 1969
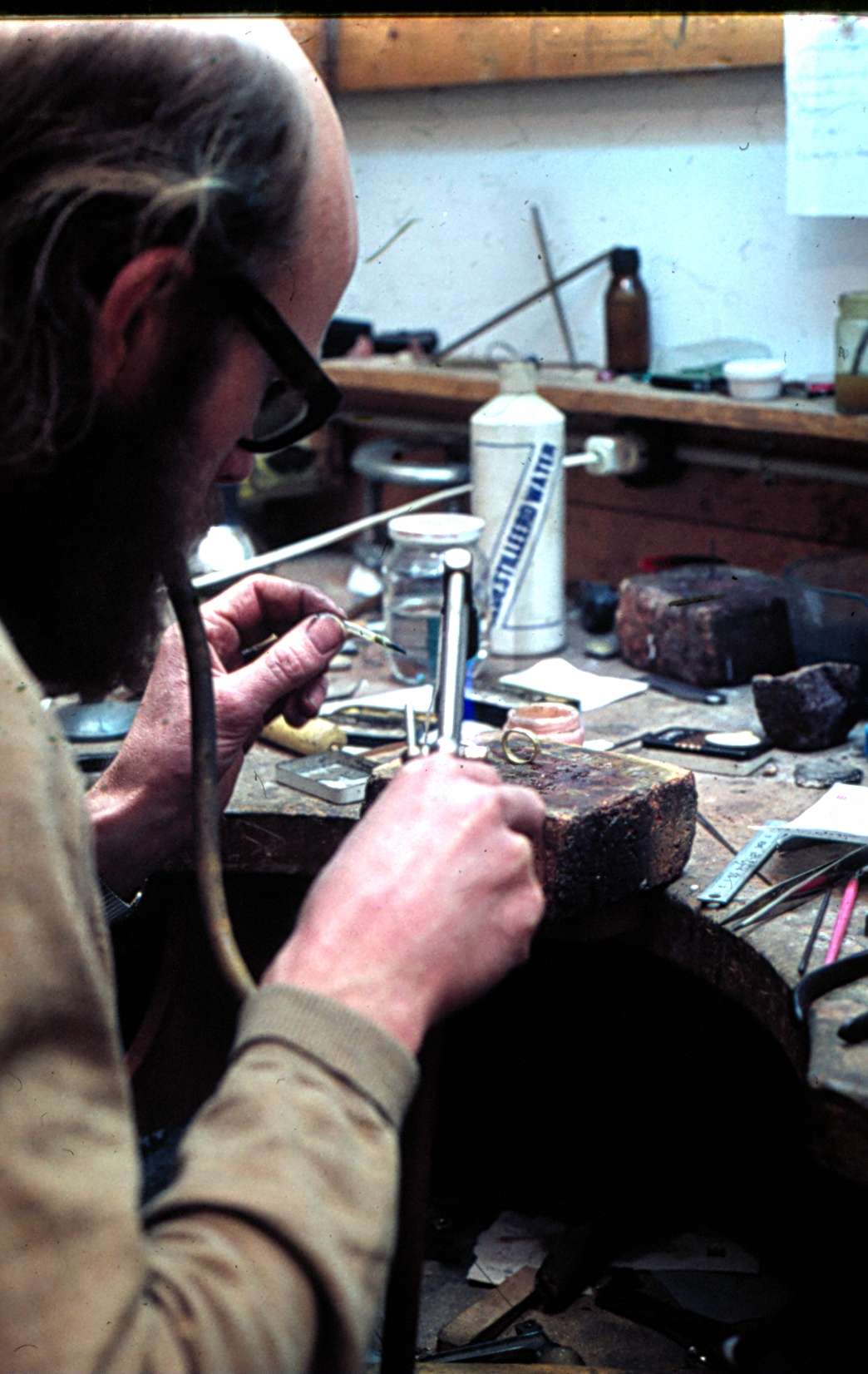
JF 1977

## Uitspraken van Joop Falke
- 'Ook soberheid kan duur uitpakken. Om eenvoud stijlvol vorm te geven, is een hele kunst. Ik heb mensen altijd de schoonheid van de eenvoud willen laten zien'
- 'Er is een verschil tussen kunstenaarschap en ambacht, maar ik geloof niet dat mijn vak door de kunst in het algemeen wordt ondergewaardeerd'
- 'Ik vind dat ik een dienstbaar vak heb. Ik probeer met mijn talent dienstbaar te zijn, zonder ontrouw te zijn aan mezelf. Ik geloof dat dat gelukt is'
- 'Ik heb nooit de tegenstelling gezocht, maar altijd de openheid. Je kunt in je werk een ideaal laten zien'
- 'Wat ik maakte, was altijd voor iemand bedoeld. Mijn sieraden zijn altijd de drager geweest van het karakter van degene die ze droegen'

## Fotogalerij
Sieraden

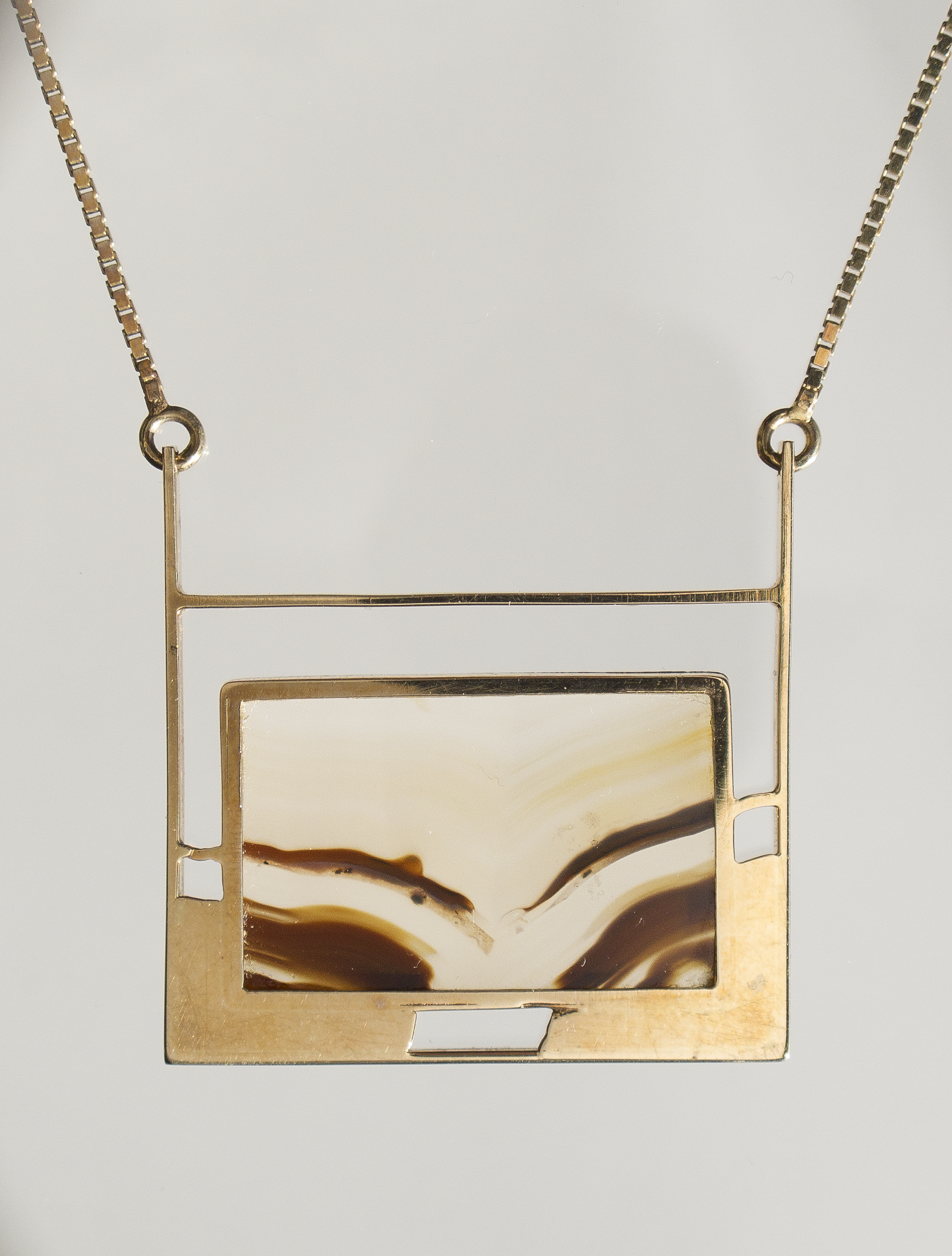
Hanger, in goud
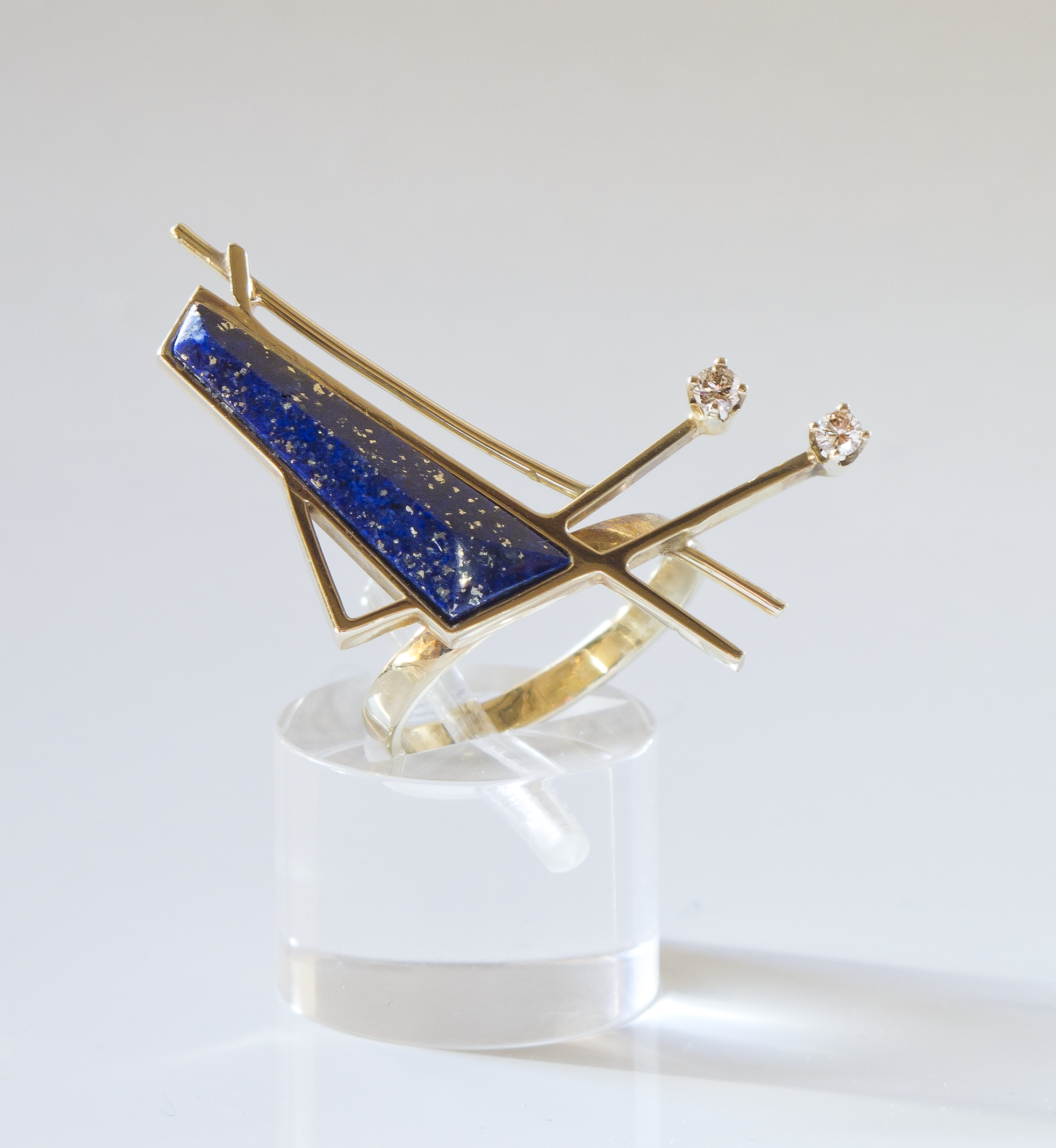
Ring in goud, met briljanten en lapis lazuli
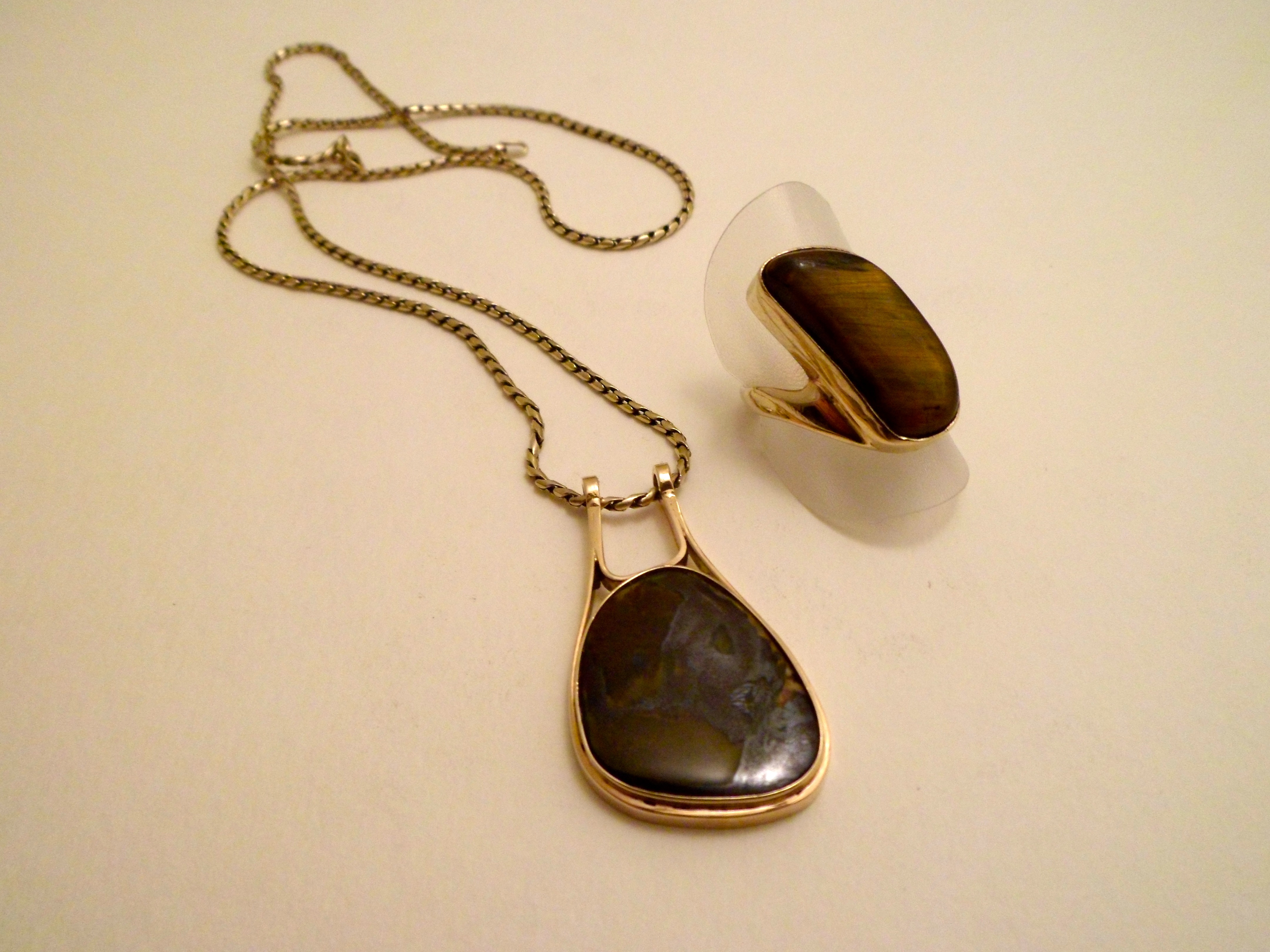
Hanger en ring, in goud en met tijgeroog
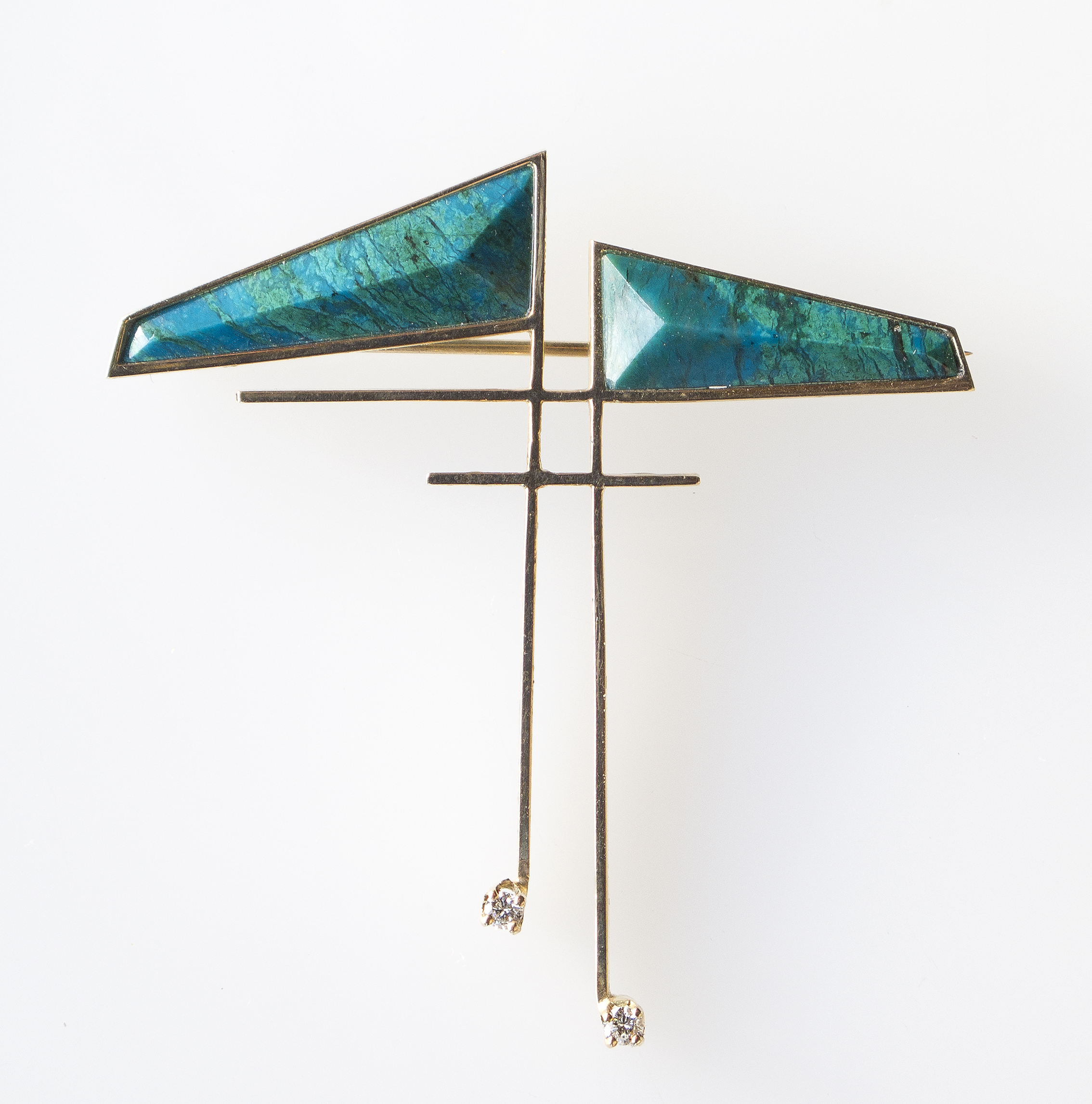
Broche, in goud
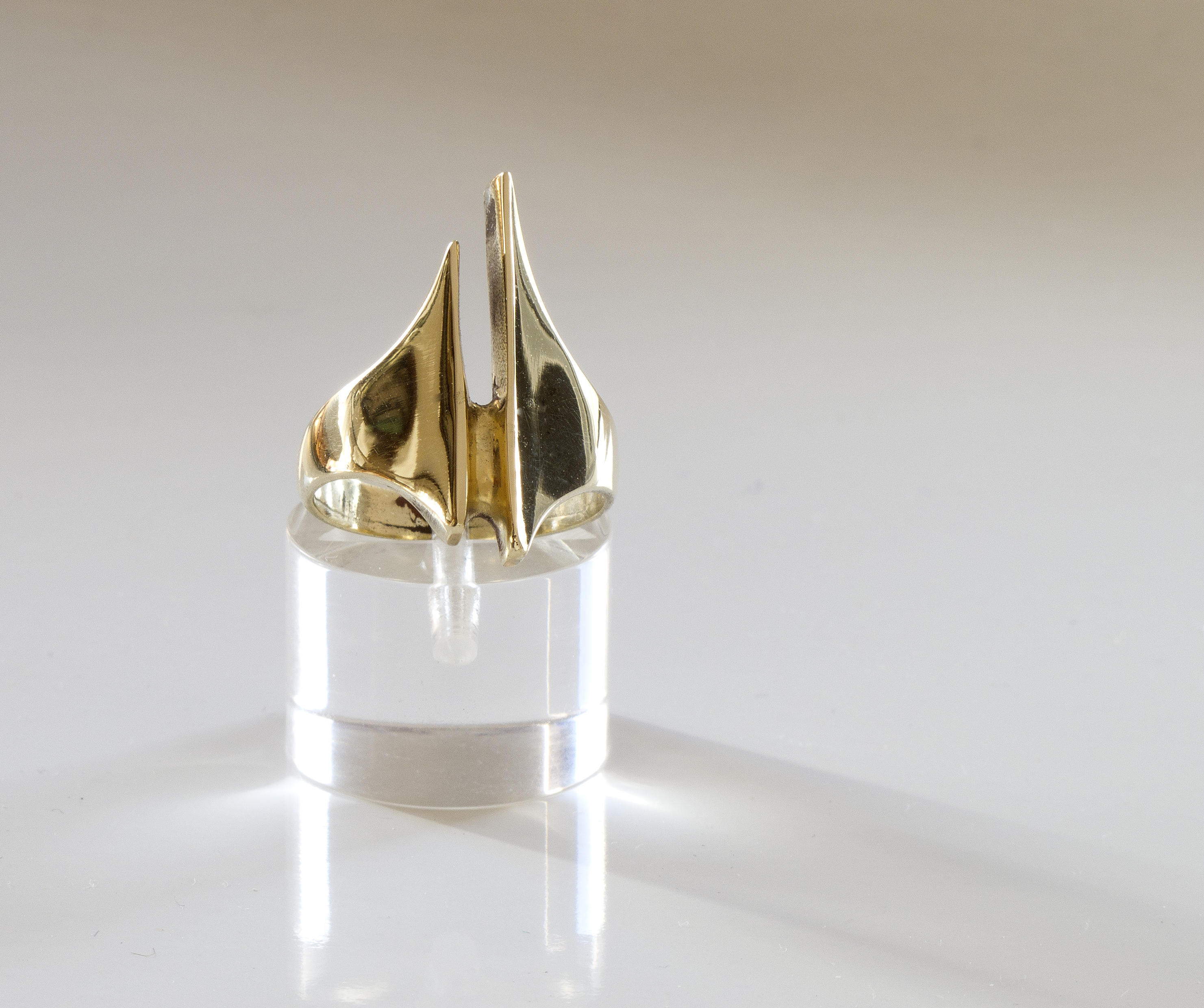
Ring, in goud
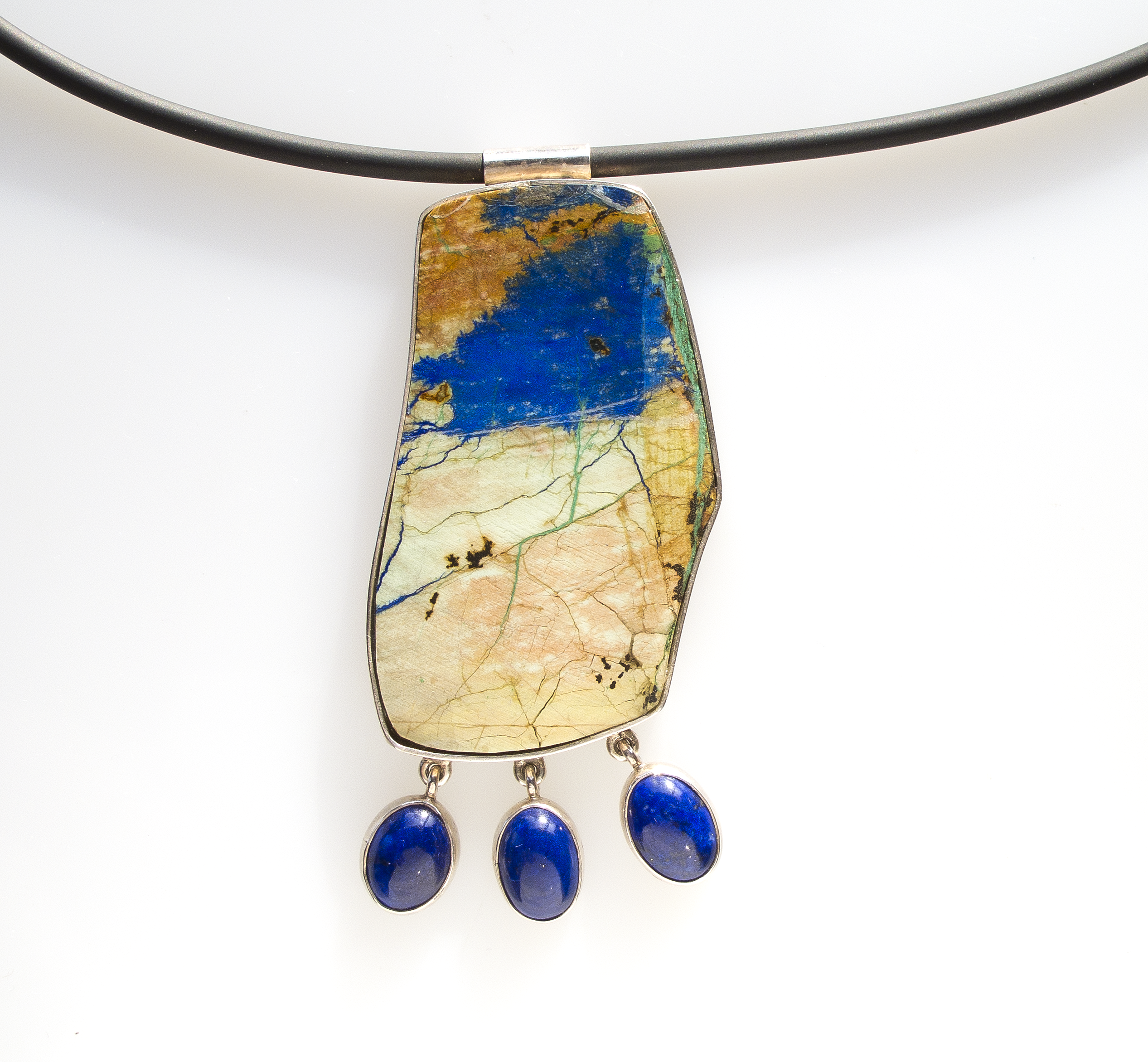
Hanger, in zilver (met lapis lazuli)
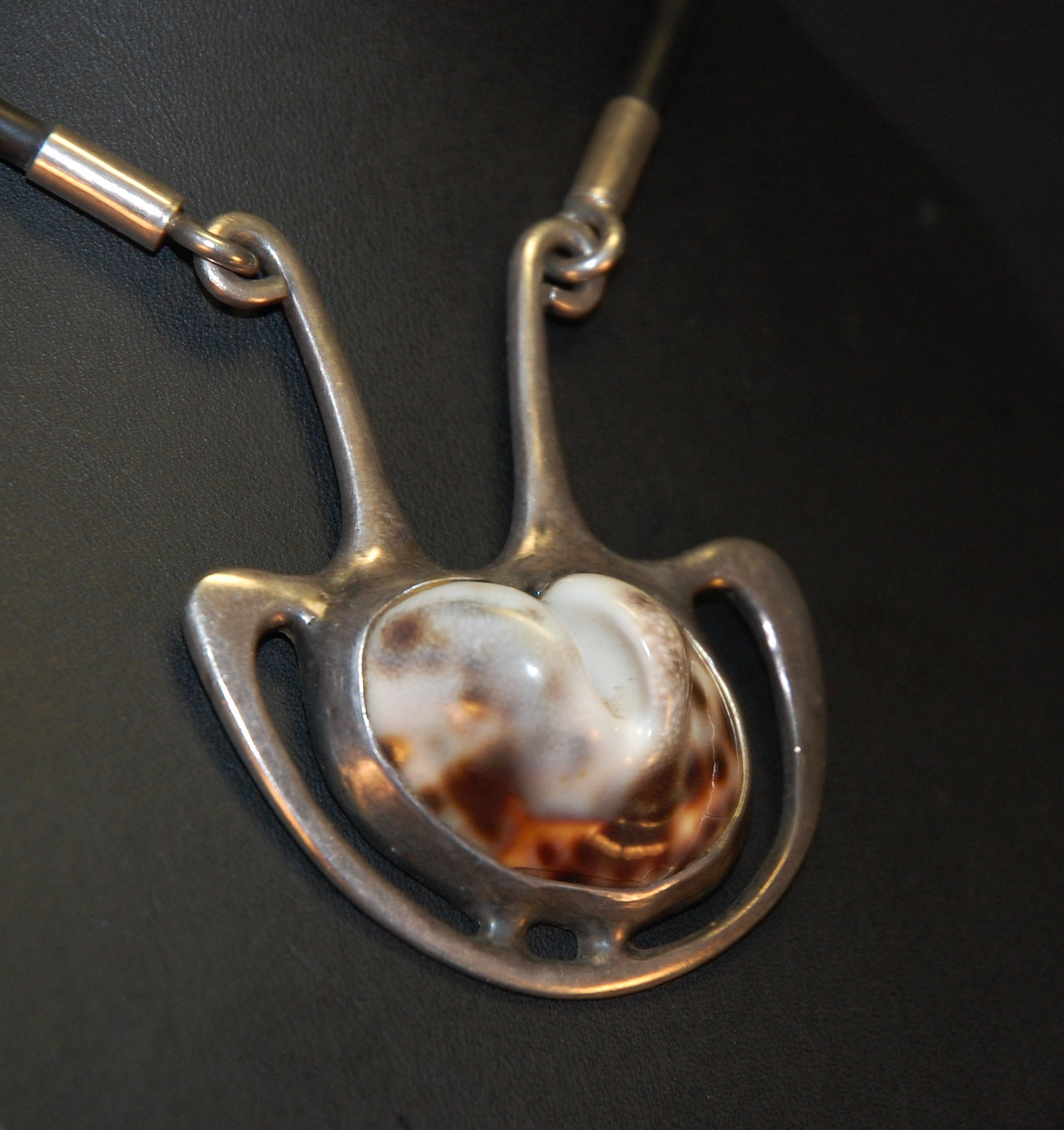
Hanger in zilver, met schelp
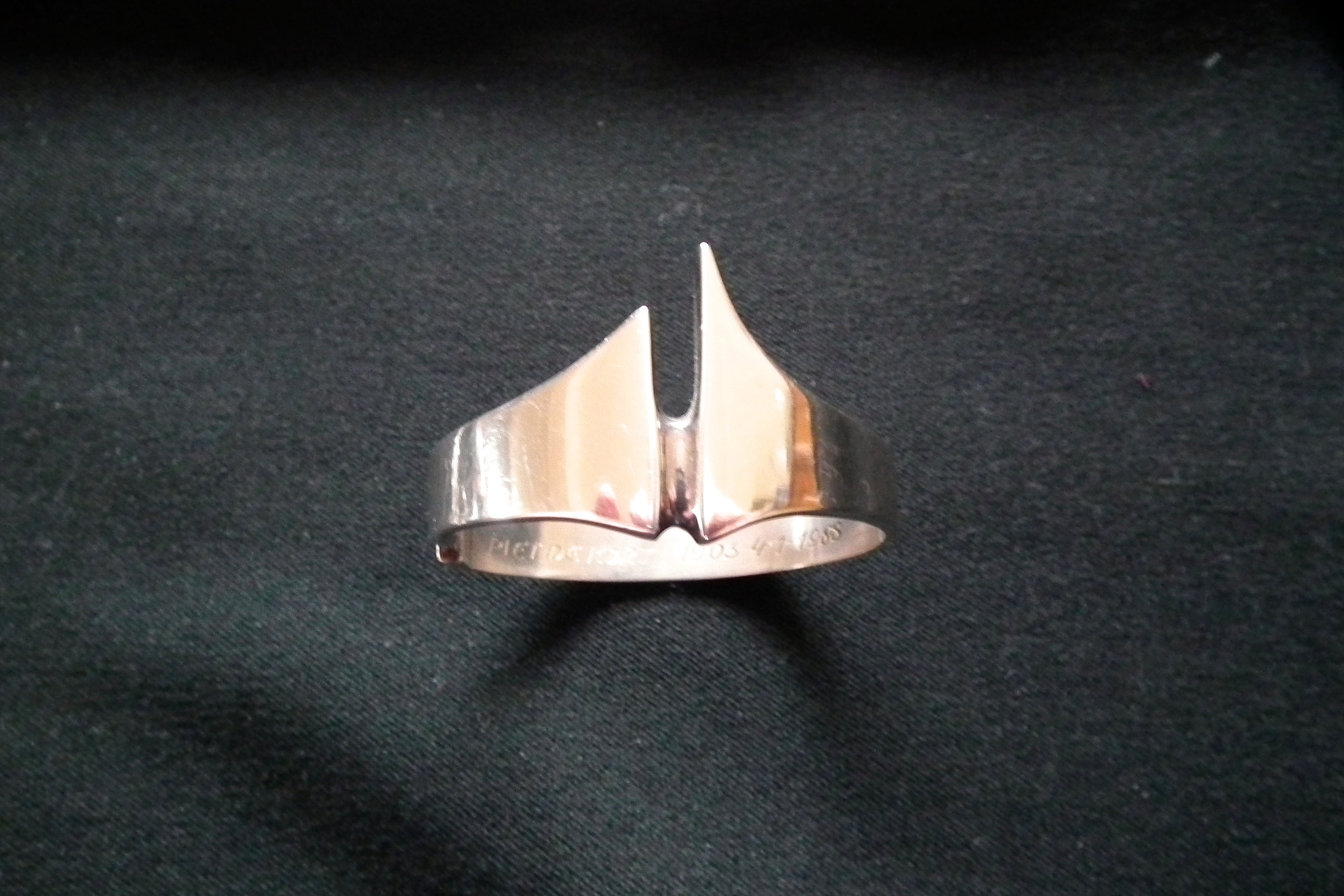
Ring, in zilver
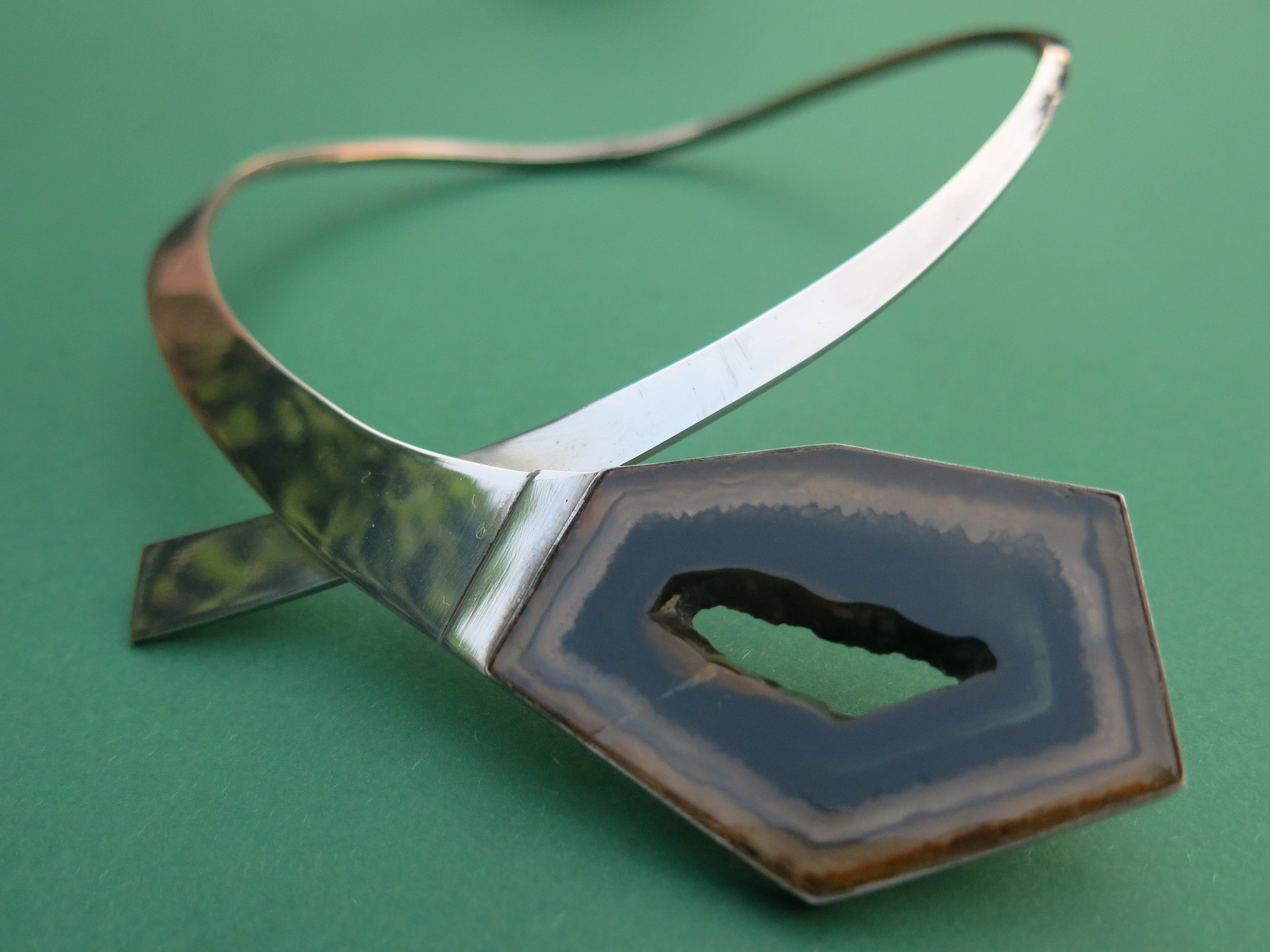
Halssieraad, in zilver
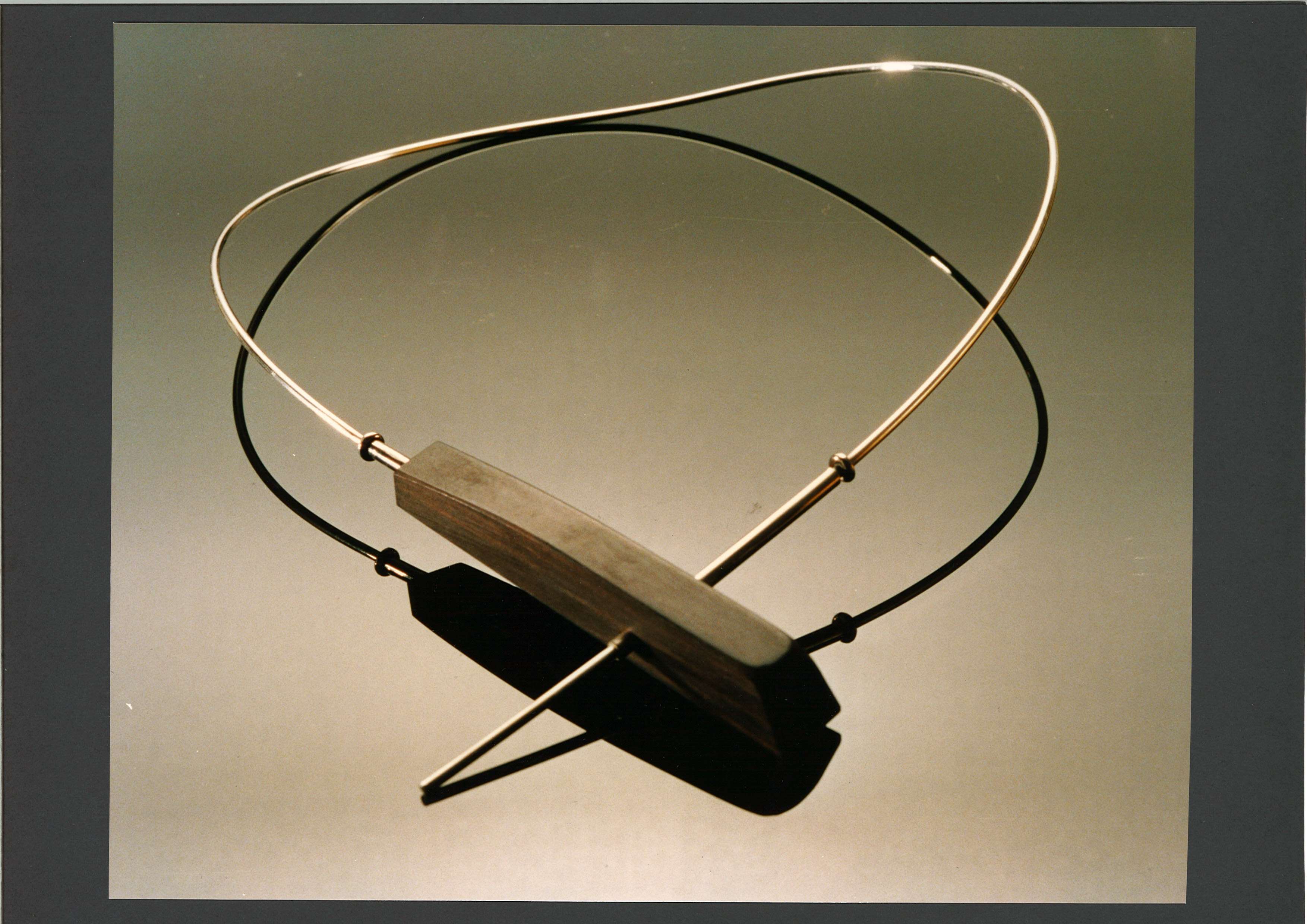
Halssieraad, in zilver, met pianotoets

Kerkwerk

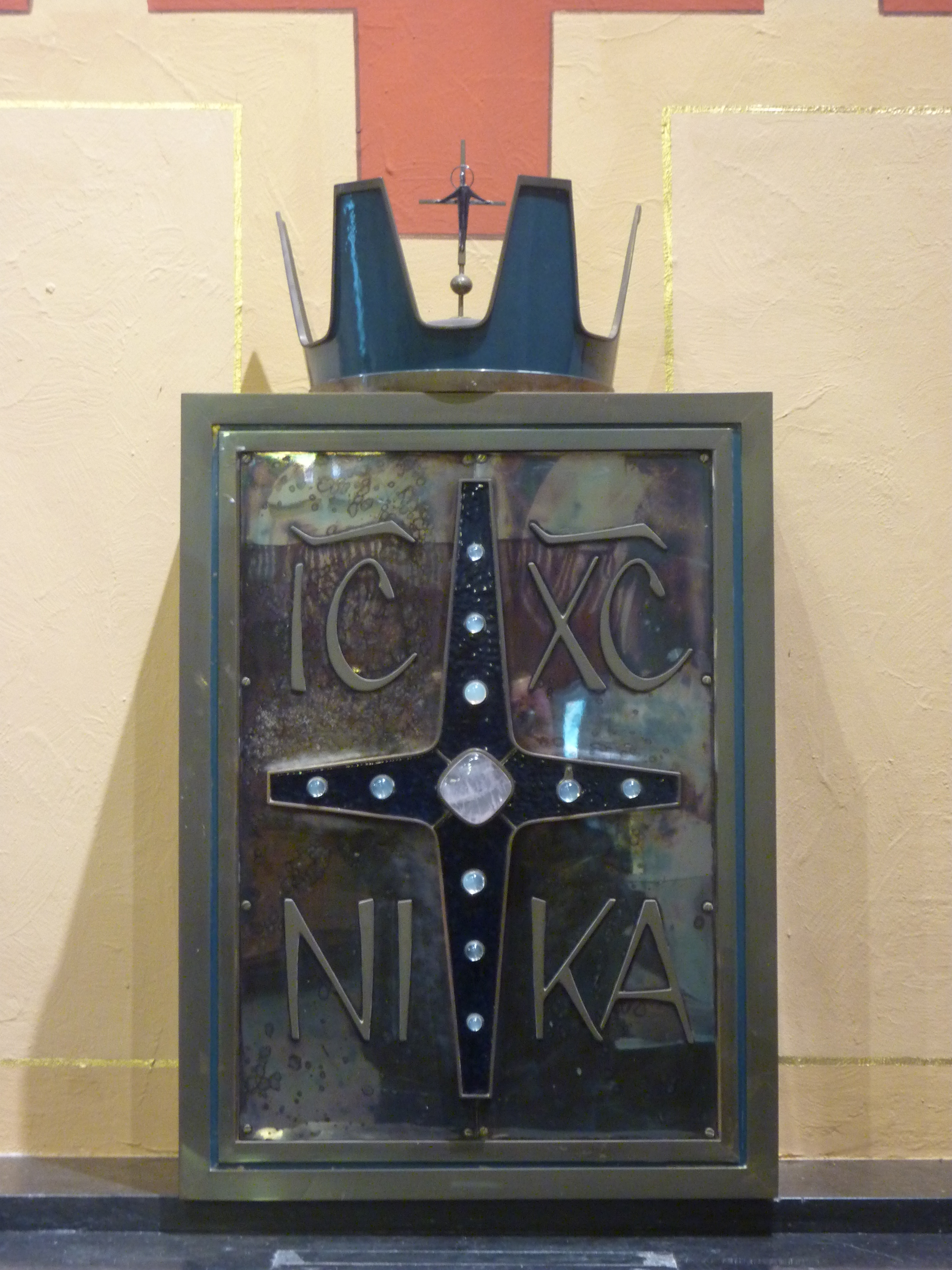
Tabernakel (1959), messing, emaille, rozenkwarts en gebrande amethisten
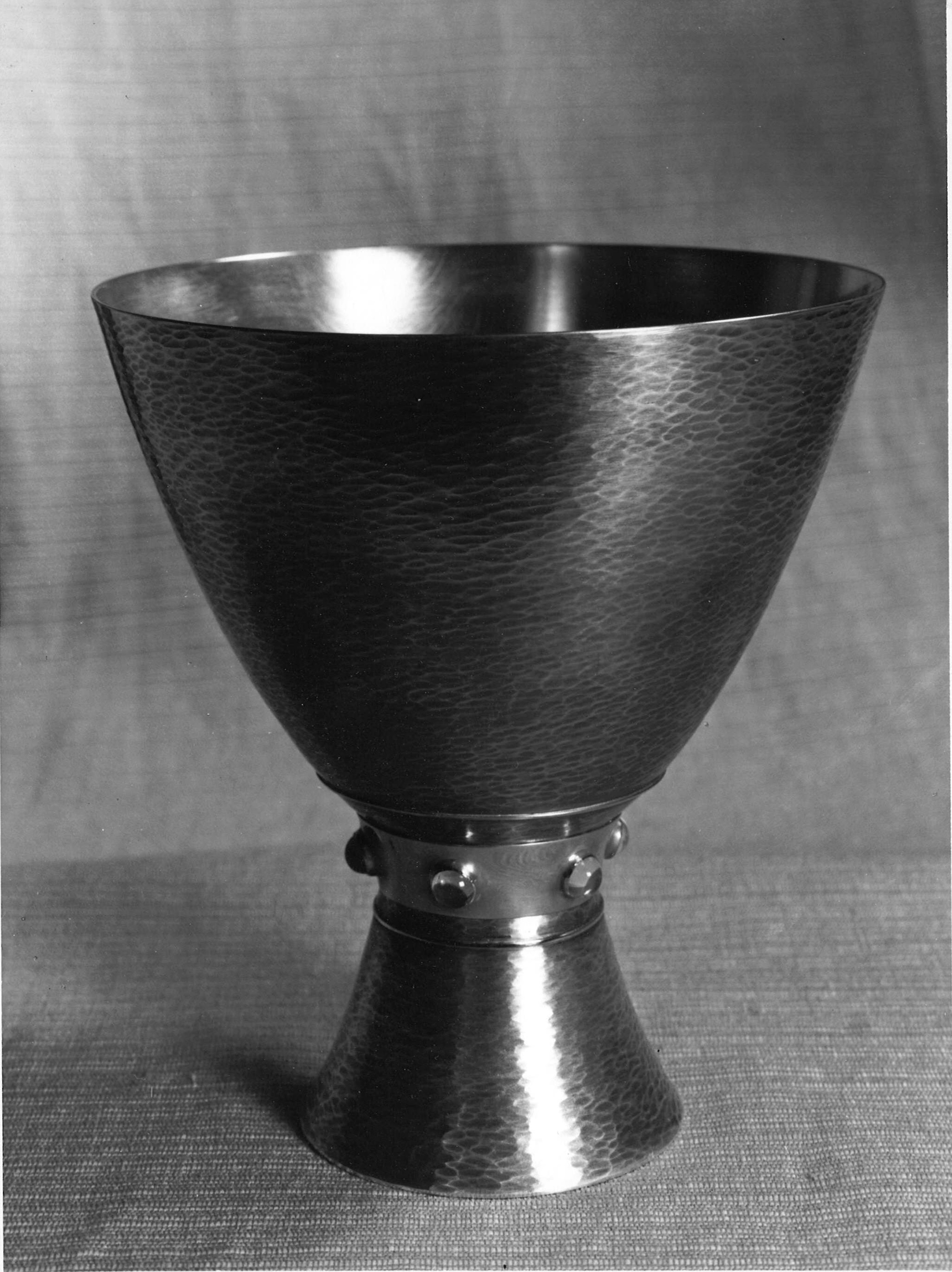
Miskelk (1960)
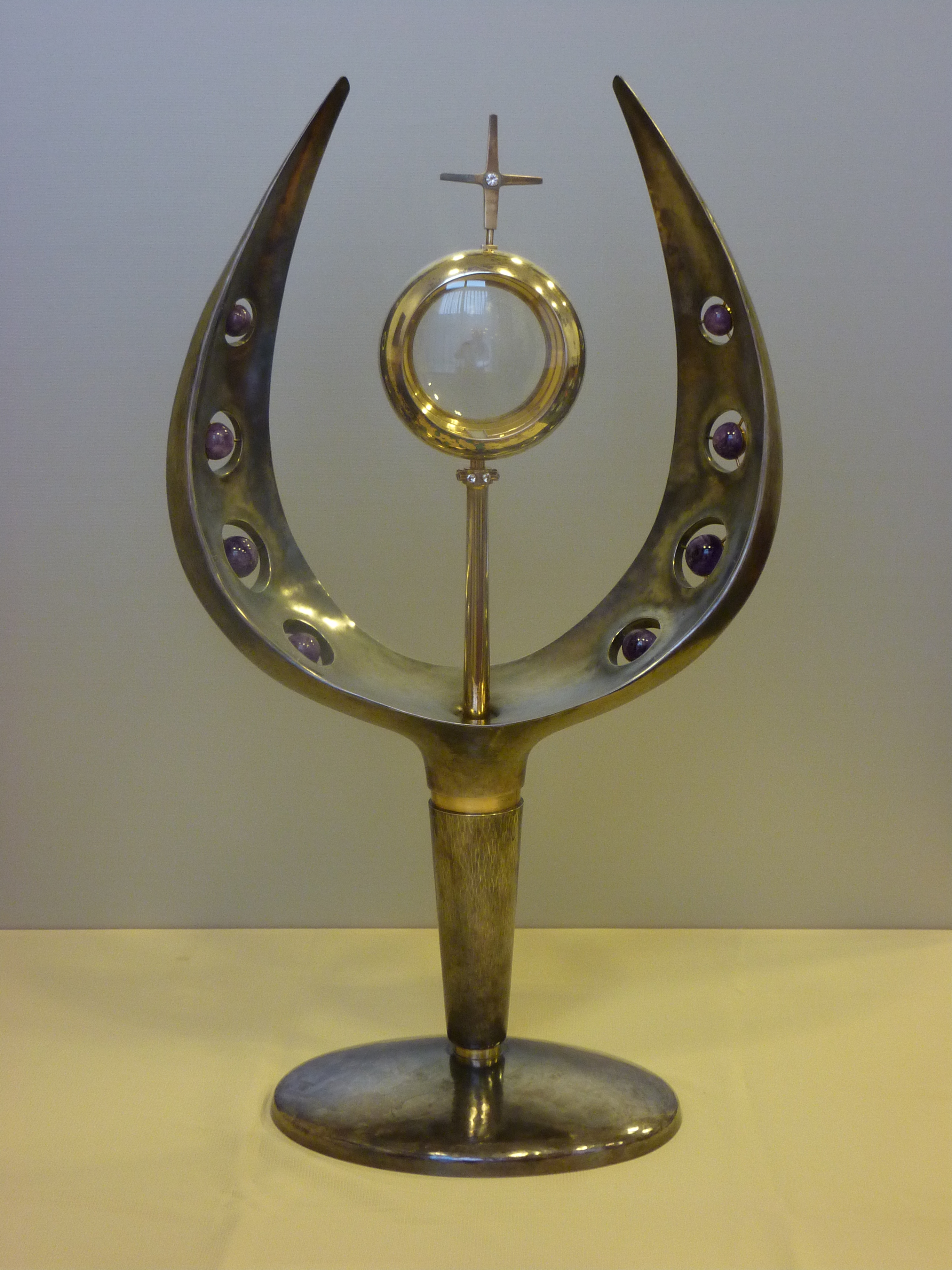
Monstrans (1963), deels verguld zilver met zirkonen en amethisten
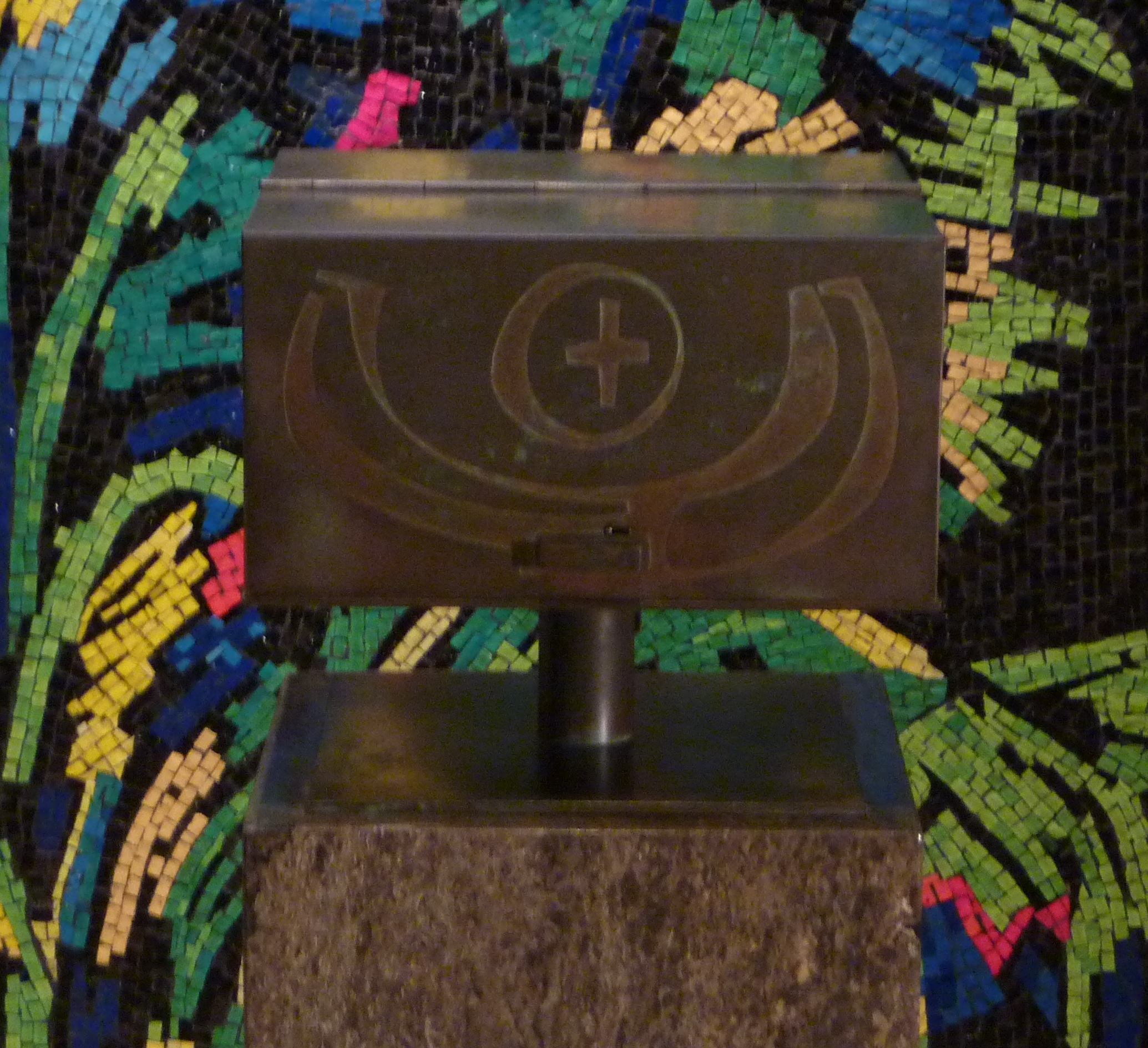
Tabernakel (1968), messingplaat, geëtst
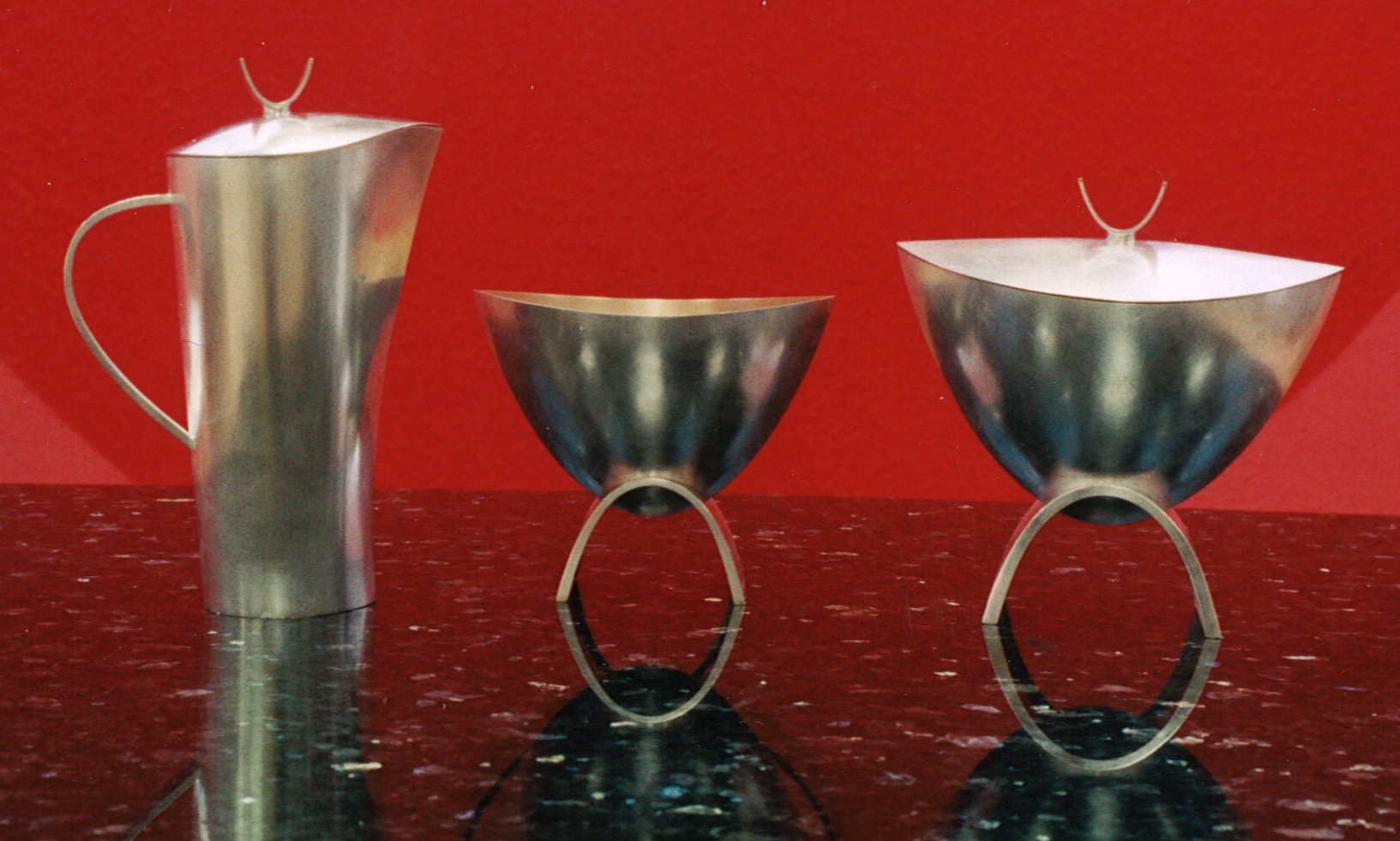
Vaatwerk (1997), zilver

Ruimtelijk werk

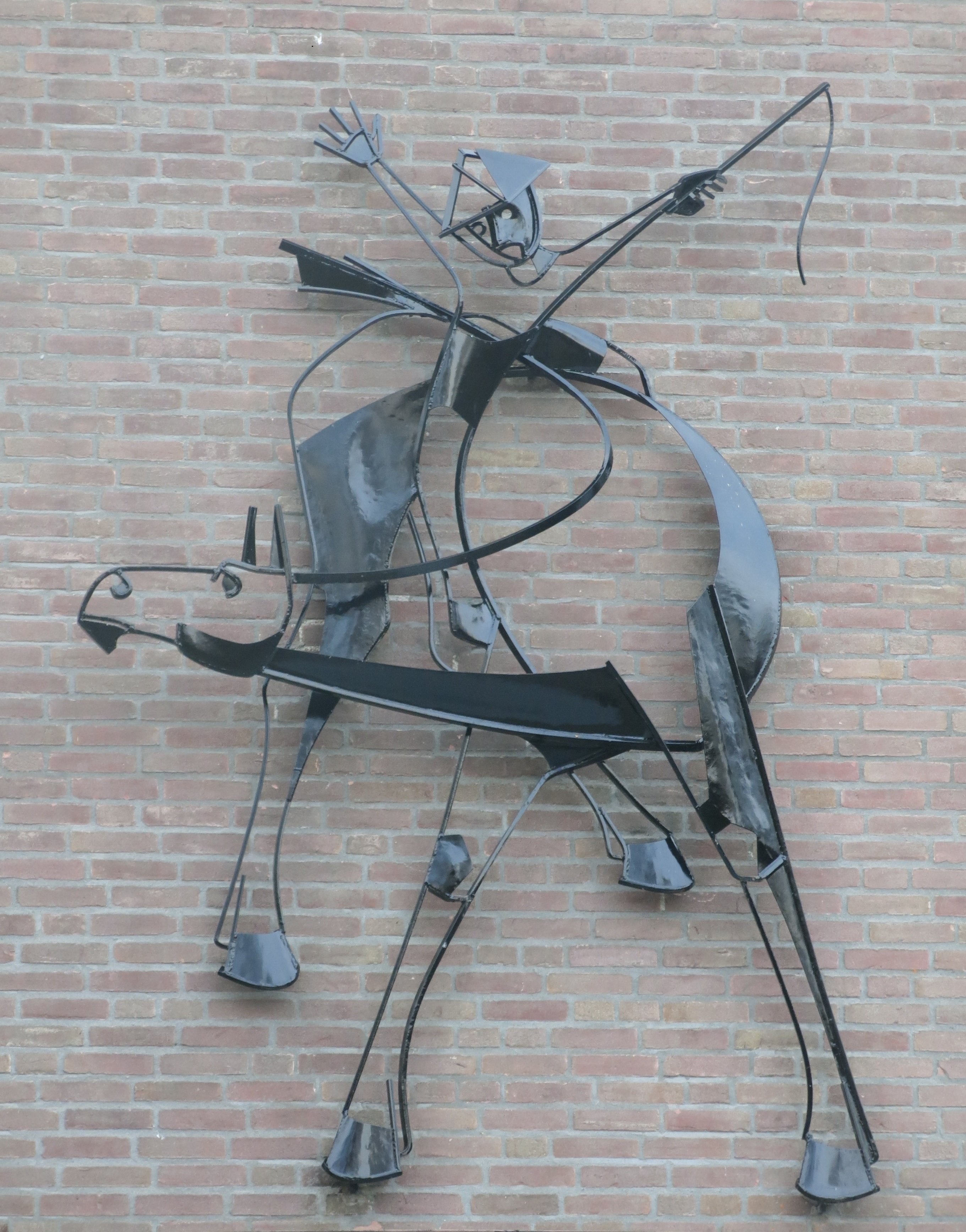
Koentje (1962), Pius X-school, Oss
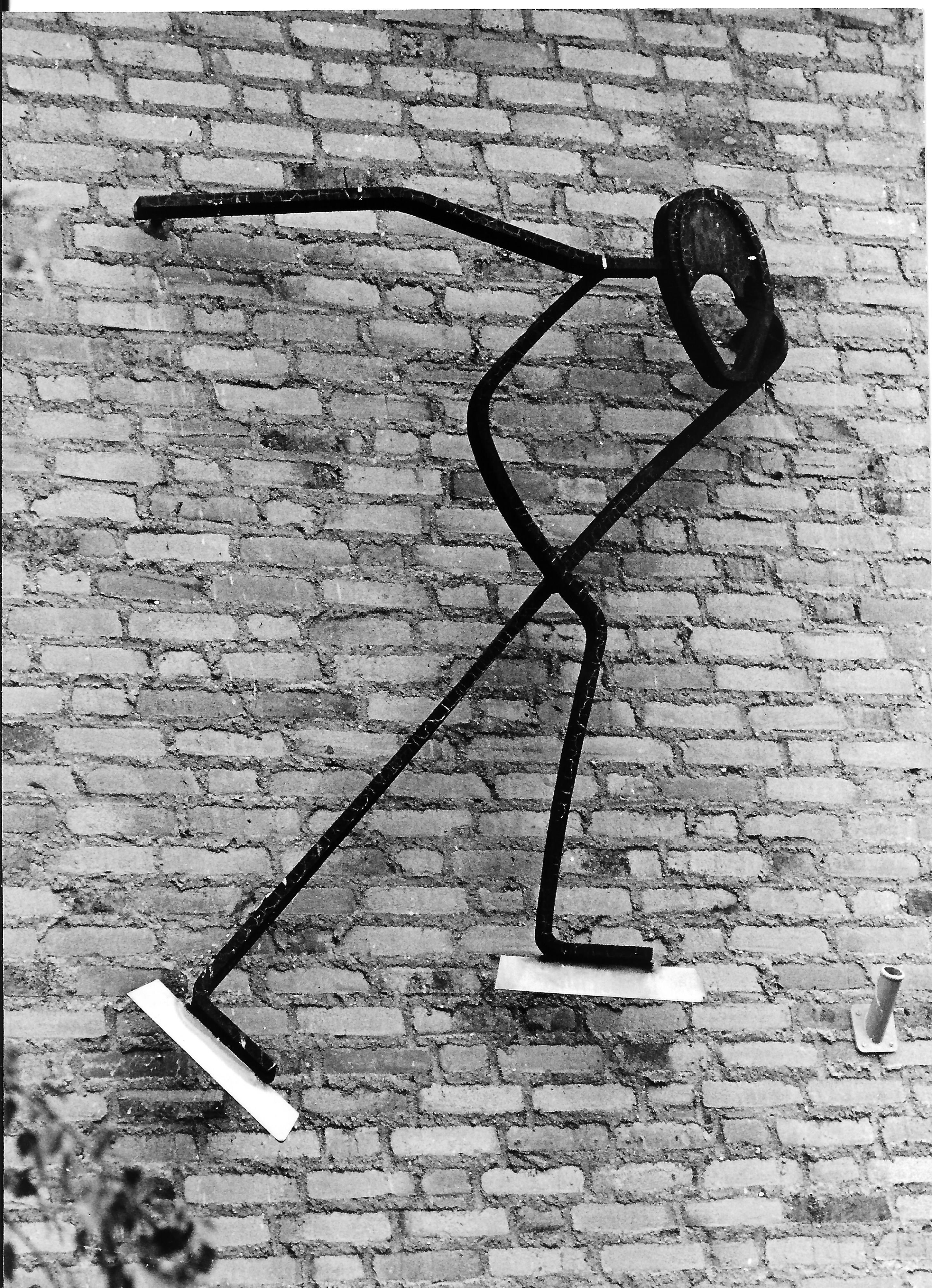
Muurornament De Schaatser(1969), Oss
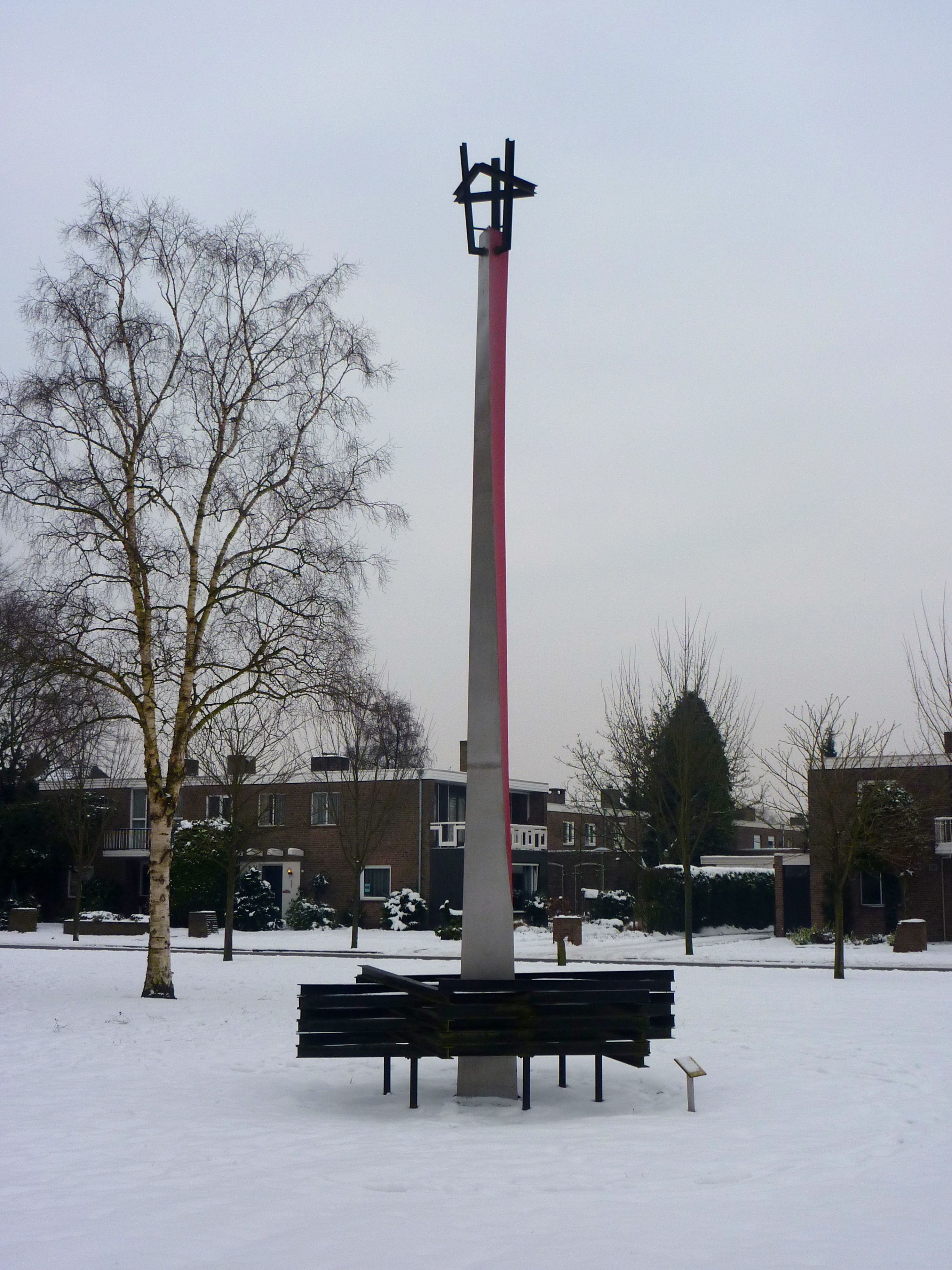
Edith Stein monument (1970), Nieuwe Hescheweg, Oss
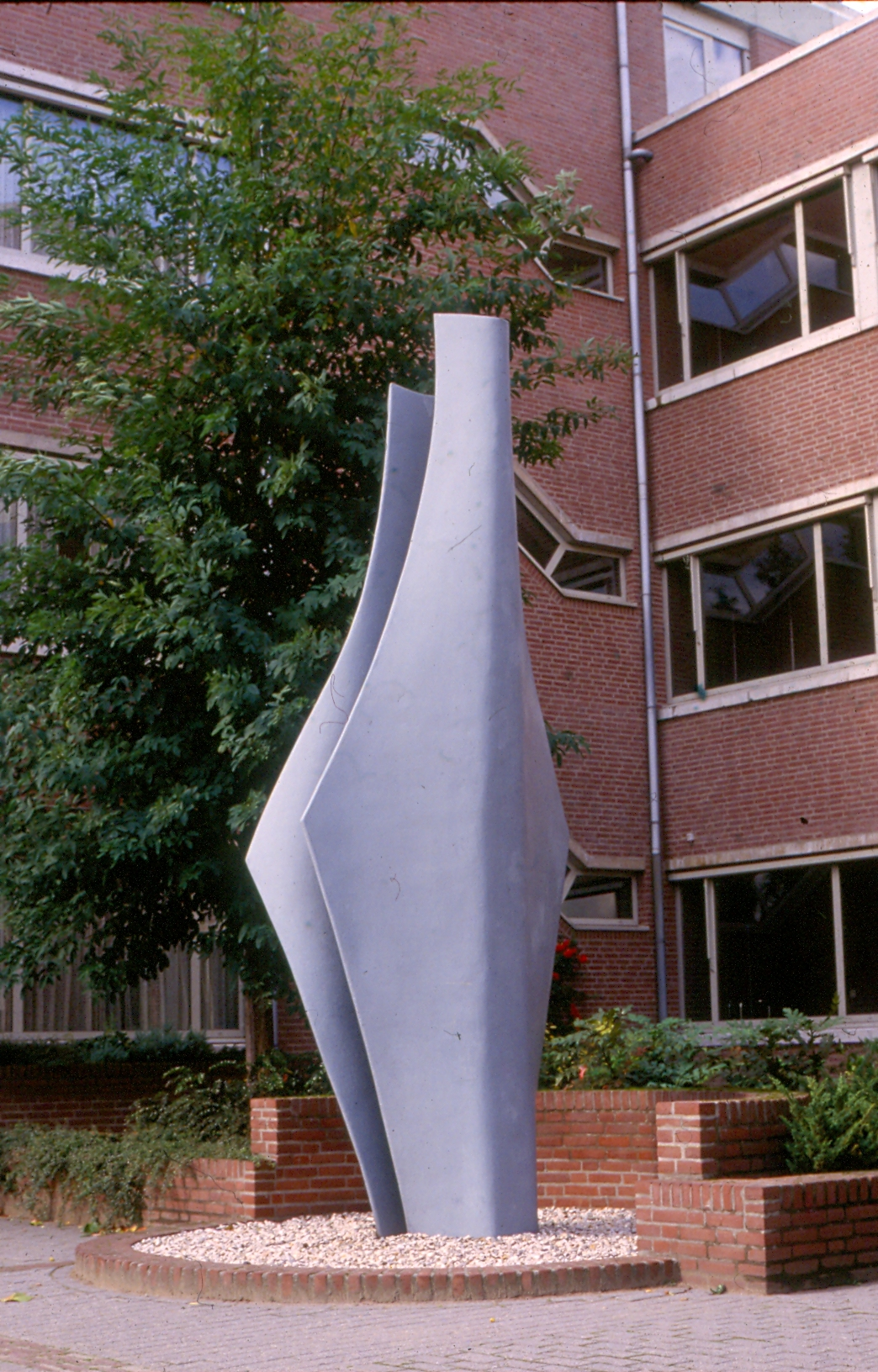
Het Huwelijk (1978), bij de GGD in Oss
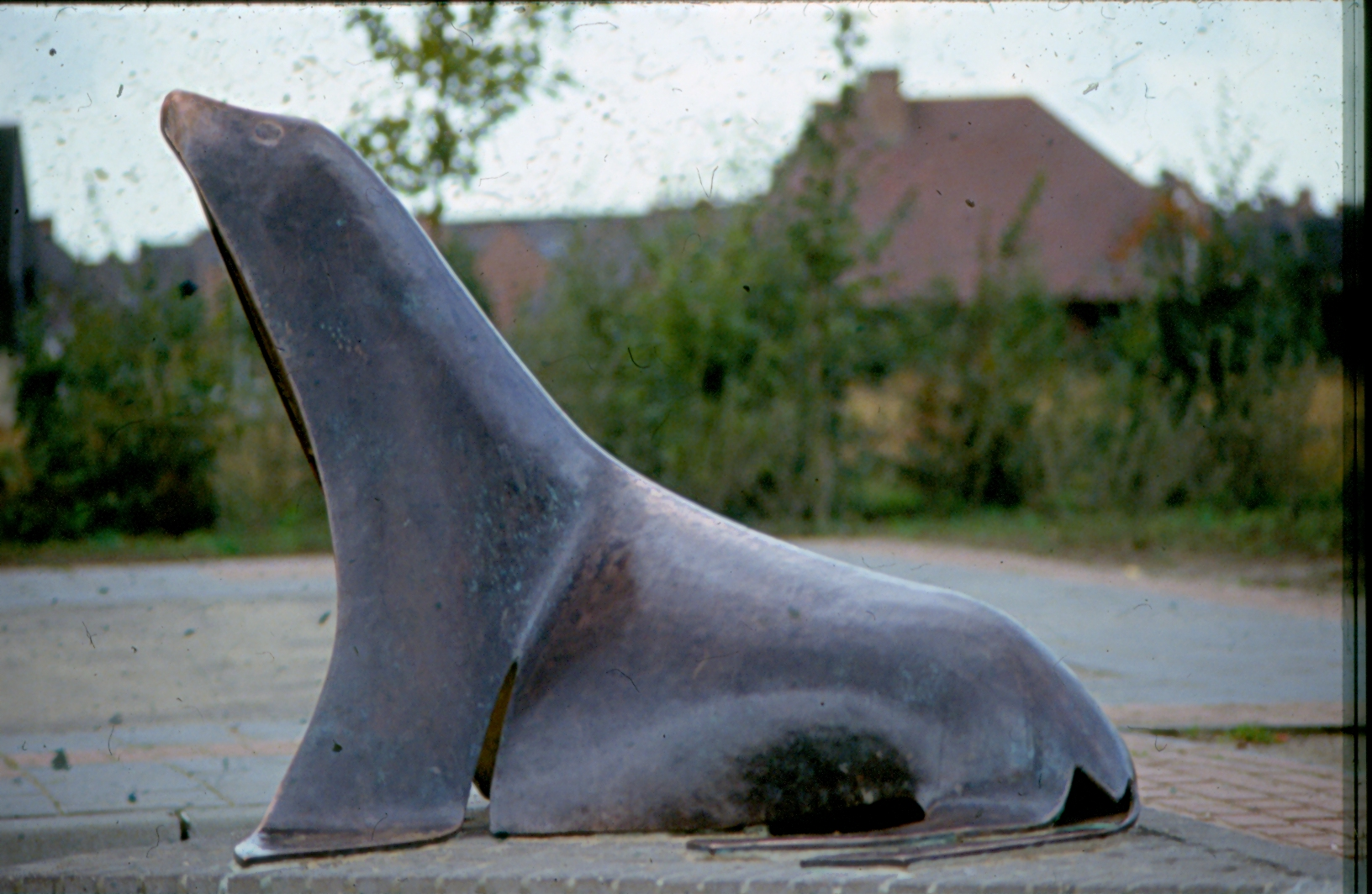
Zeeleeuw (1979), bij voormalige LOM-school 'De Terp'
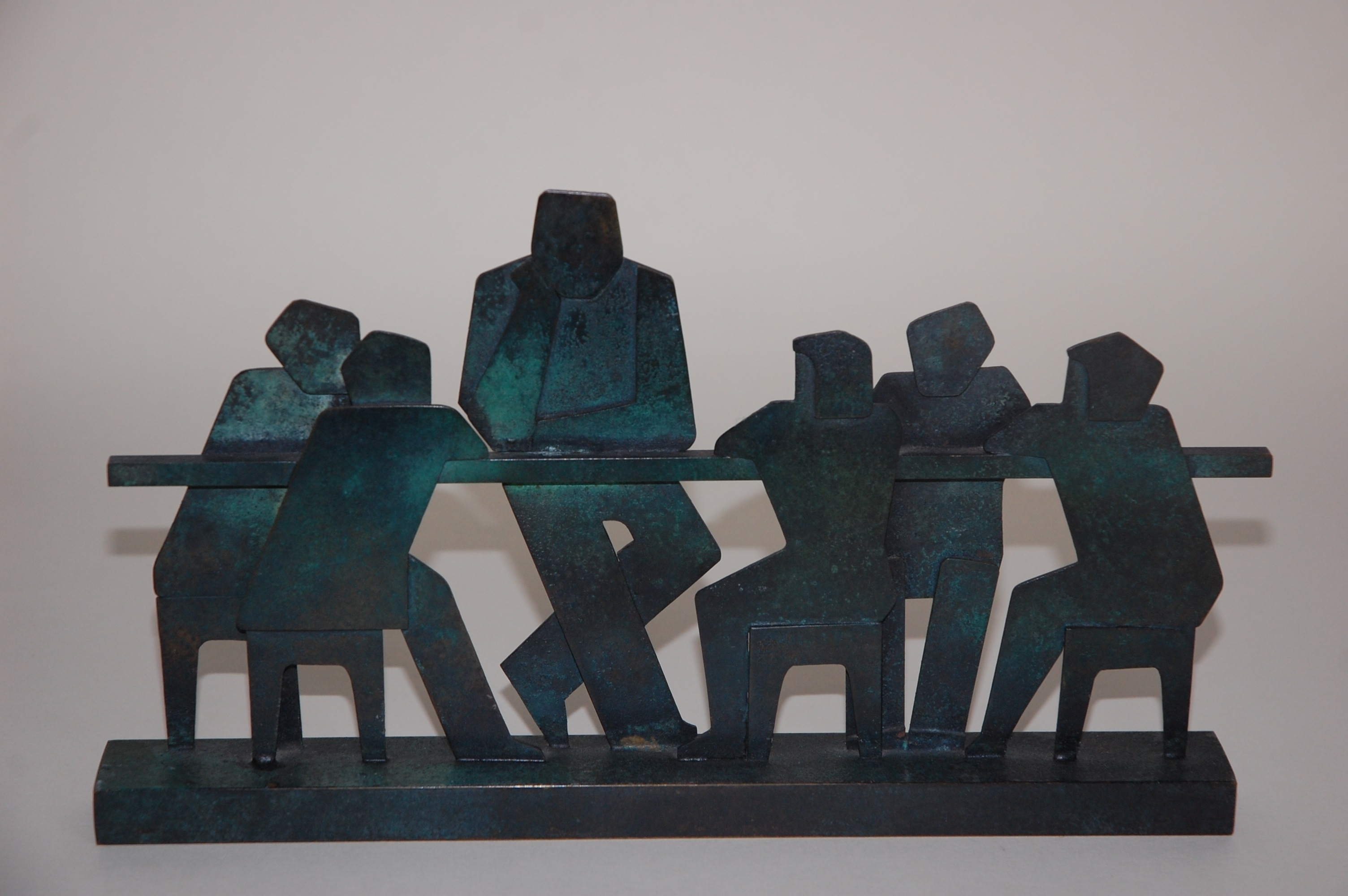
Gesprek
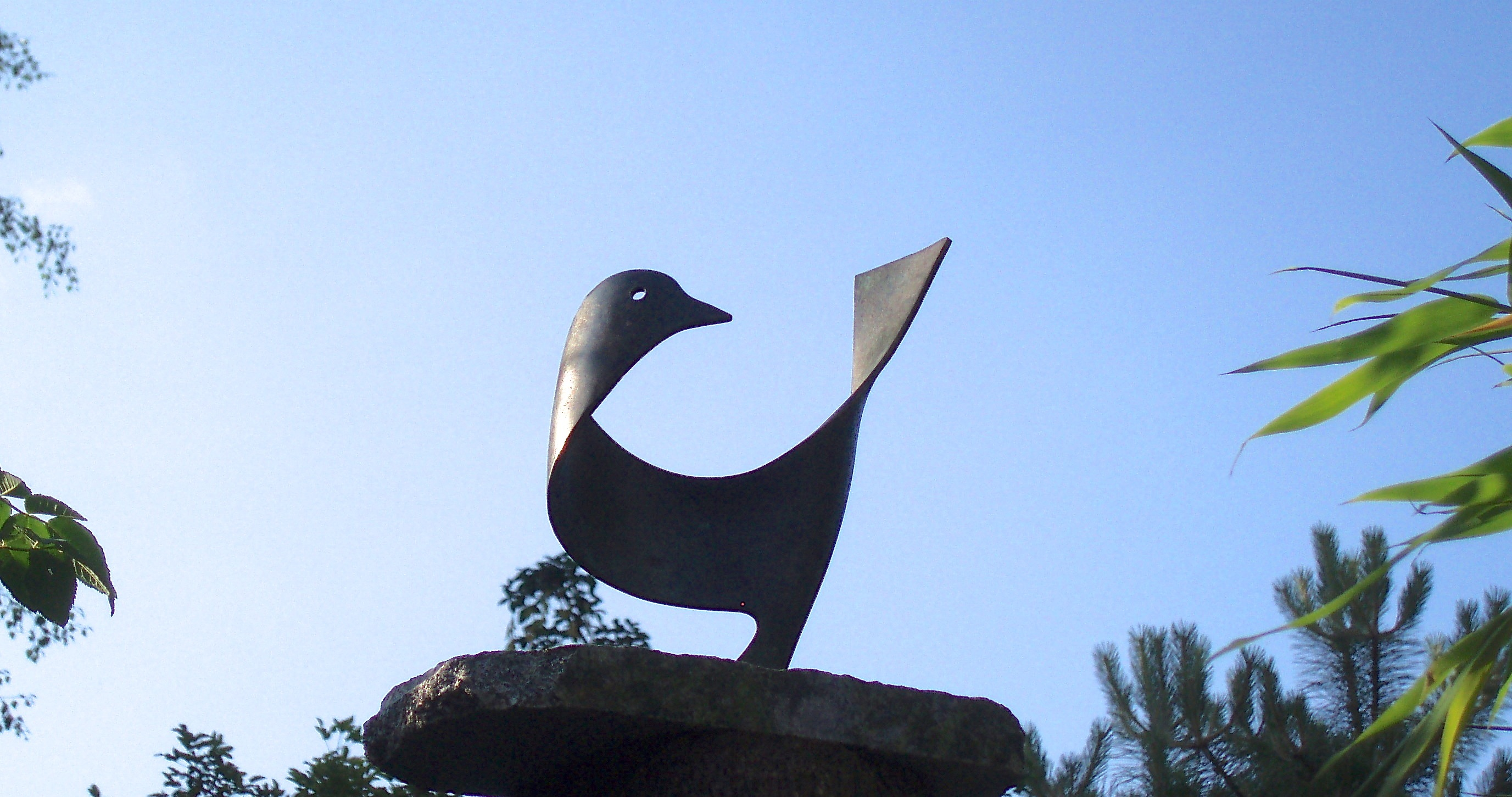
Vogel
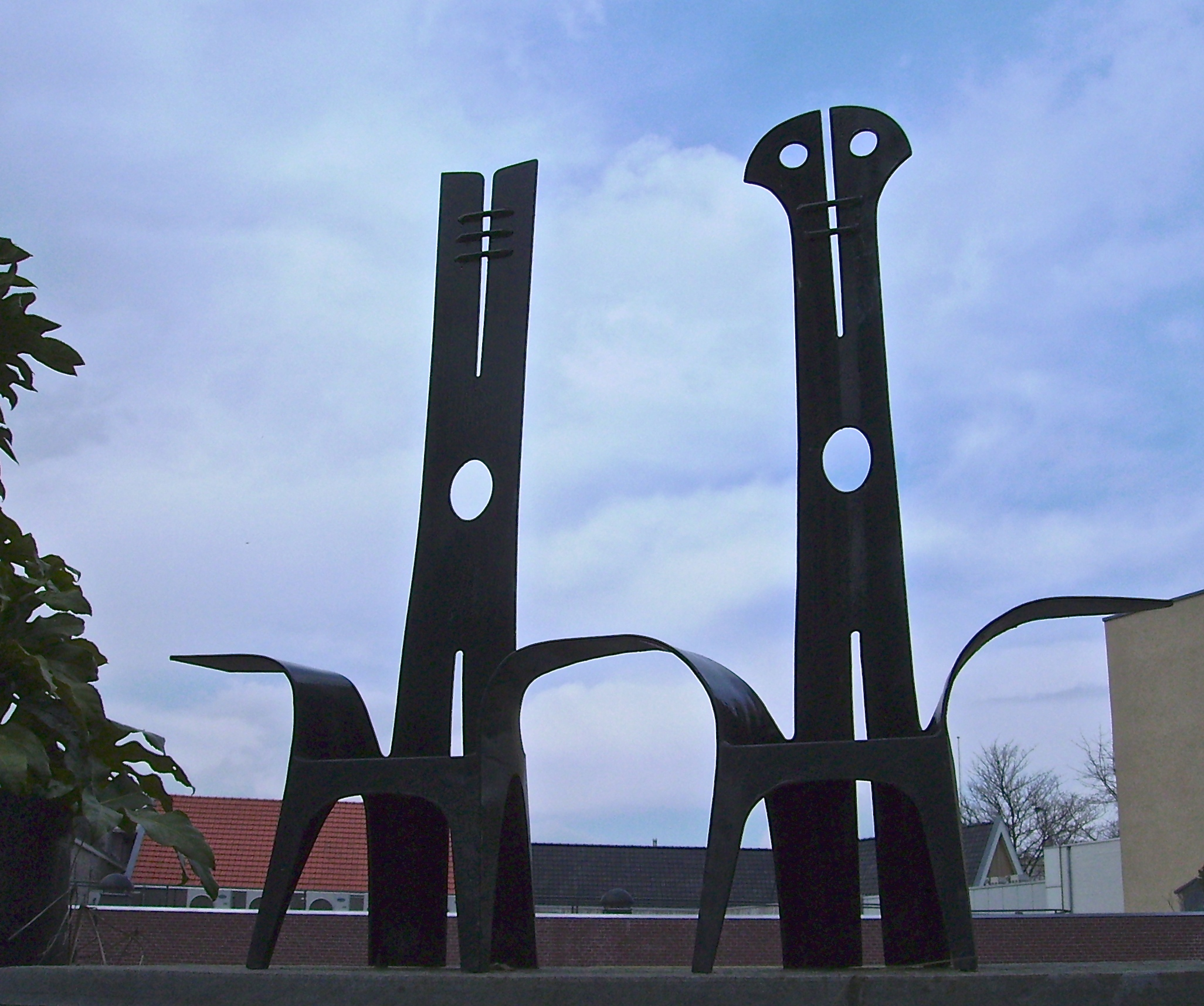
Stoelen
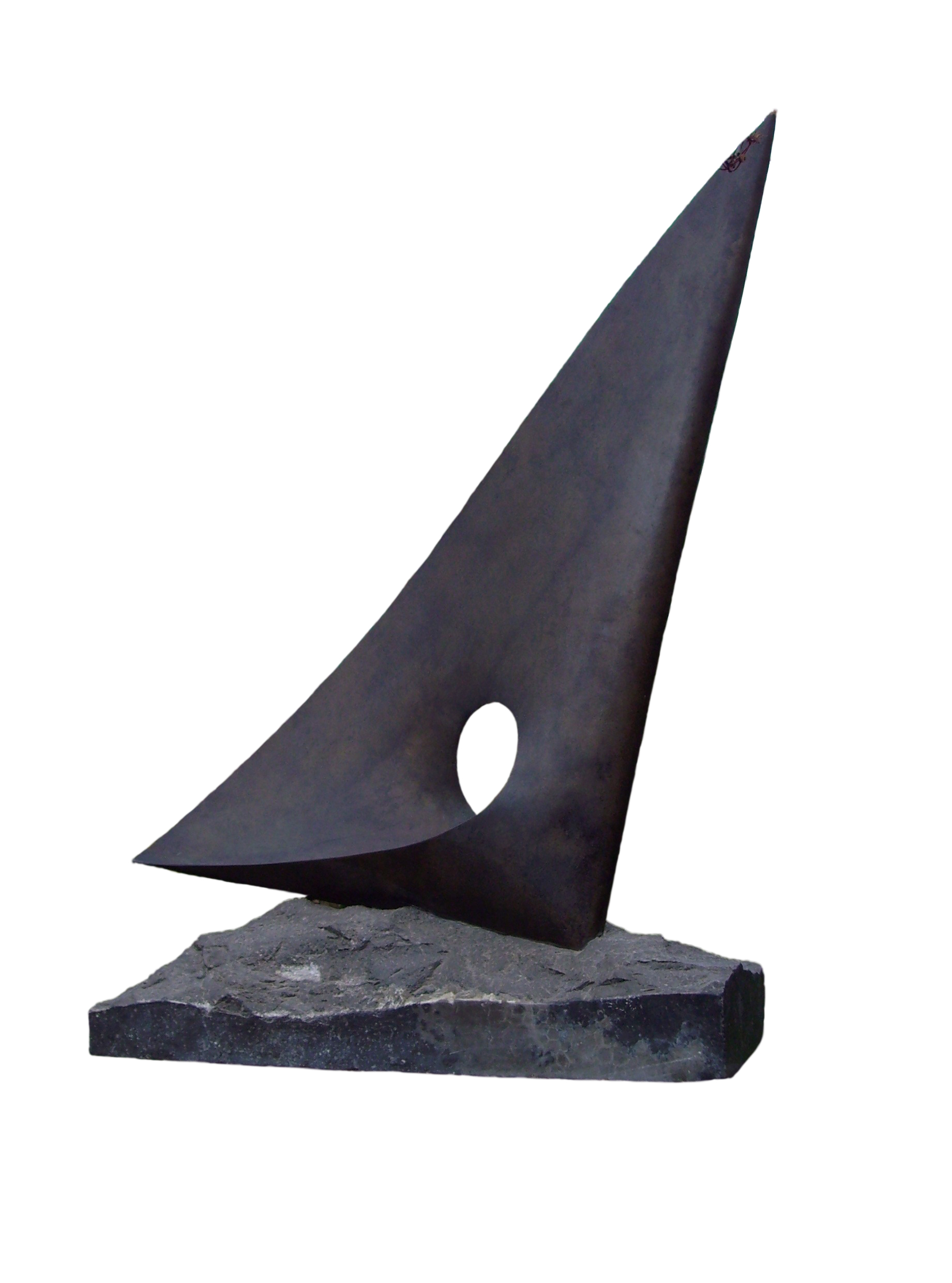
Zeil
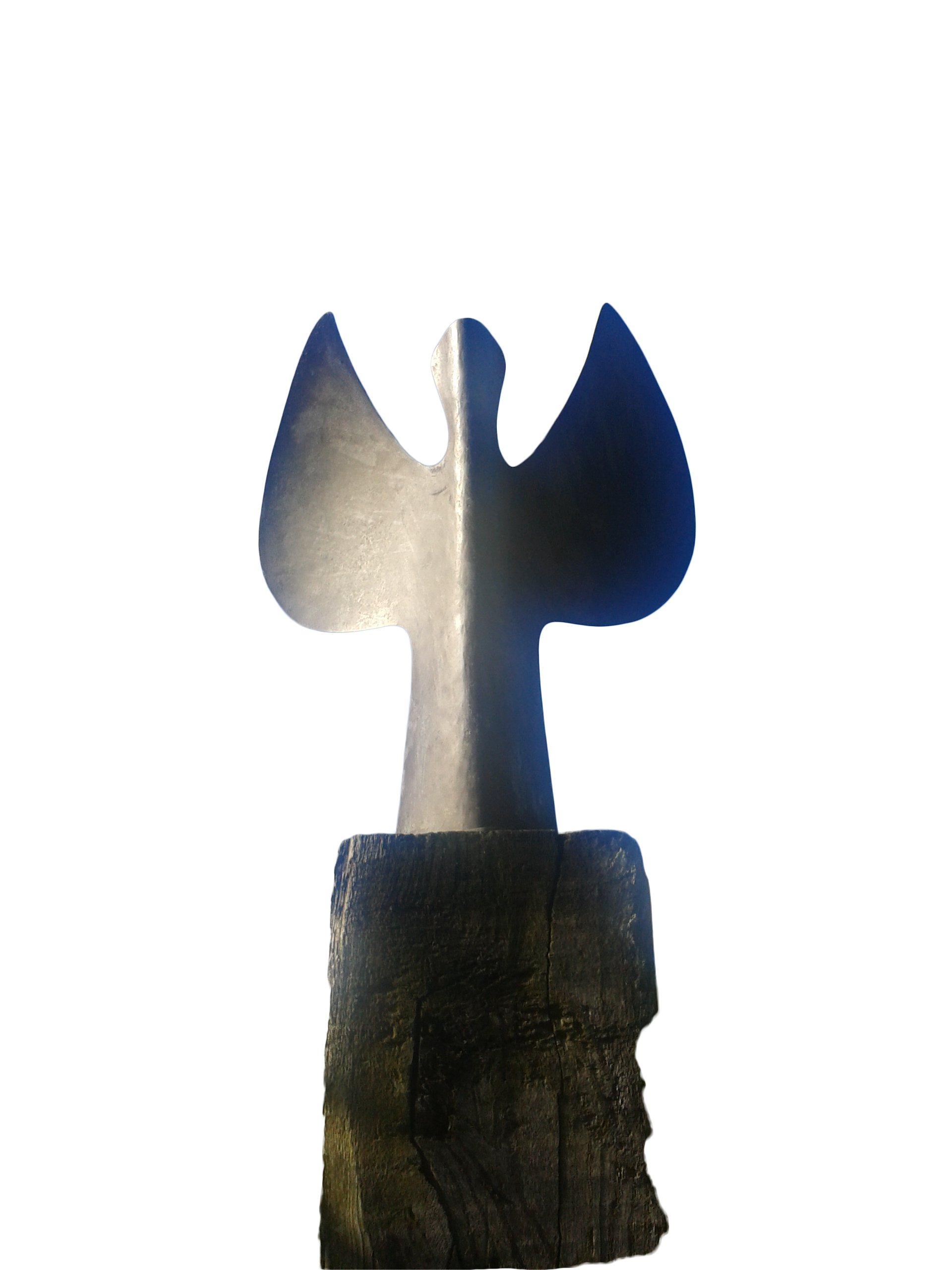
Engel